# Luns (geslacht)
Luns is een uit Duitsland afkomstige familie die bekend werd door enkele kunstenaars en een diplomaat.

## Geschiedenis
De stamreeks begint met Hermann Lünts (Lütz) die in 1672 wordt vermeld als landbouwer te Helmern. Nazaat Johann Theodor Meinolph Luns (1768-1834) vestigde zich eind 18e eeuw te Amsterdam en werd er bierbrouwer. Nageslacht werd ook bierbrouwer, later azijnmakers en likeurstokers. In de 20e eeuw leverde het geslacht verscheidene kunstenaars en een internationaal diplomaat.
Het geslacht werd in 1963 opgenomen in het Nederland's Patriciaat.

## Enkele telgen
Johann Theodor Meinolph Luns (1768-1834), bierbrouwer te Amsterdam
- Johannes Bernardus Luns (1797-1821), lid fa. J.B. Luns & Comp., azijnmakers in Het Schaap te Amsterdam
  - Theodorus Johannes Bernardus Luns (1821-1884), lid fa. T.J.B. Luns, likeurstokers te Amsterdam
    - Theodorus Johannes Bernardus Luns (1847-1927), koopman
      - Prof. Hubert Marie Luns (1881-1942), kunstschilder, hoogleraar Handtekenen en geschiedenis der schilder- en beeldhouwkunst aan de Technische Hogeschool te Delft
        - Théodore Marie Hubert Luns (1910-1973), kunstschilder
        - Mr. Joseph Antoine Marie Hubert Luns (1911-2002), politicus en diplomaat
        - Hubertus Franciscus Bernardus Luns (1913-1993), architect

      - François Théodore Marie Luns (1886-1936), letterkundige en regisseur
      - Agnes Maria Luns (1895-1975), muzieklerares, lid Gemeenteraad van Amsterdam (getekend door haar tantezegger Theo)

    - Johannes Bernardus Luns (1850-1879), lid fa. Luns & Co., commissionnairs in effecten te Amsterdam
    - Everard Marie Luns (1852-1879), lid fa. T.J.B. Luns, likeurstokers te Amsterdam
    - Jacobus Johannes Willebrordus Luns (1859-1926), lid fa. T.J.B. Luns, likeurstokers en wijnhandelaren te Amsterdam
- Johannes Theodorus Luns (1801-1830), lid fa. J.T. Luns Jr., azijnmakers en bierbrouwers in Het Schaap te Amsterdam (overleden te Aalst, Oost-Vlaanderen)

Geslachten die opgenomen zijn in het sinds 1910 verschijnende genealogische naslagwerk Nederland's Patriciaat. Lijst volgens opgave van het CBG Centrum voor familiegeschiedenis.
A · B · C · D · E · F · G · H · I · J · K · L · M · N · O · P · Q · R · S · T · U · V · W · Y · Z